# Ghalia Sebti
Ghalia Sebti (arab. ‏غالية سبتي‎; ur. 19 lipca 1968) – marokańska narciarka alpejska, uczestniczka igrzysk olimpijskich w Albertville.
Sebti jest absolwentką Université de Paris V.

## Osiągnięcia

### Igrzyska olimpijskie
| Miejsce | Dzień     | Rok  | Miejscowość | Konkurencja | Czas biegu | Strata | Zwycięzca        |
| ------- | --------- | ---- | ----------- | ----------- | ---------- | ------ | ---------------- |
| 43.     | 19 lutego | 1992 | Albertville | Gigant      | 2:12,74    | +54,92 | Pernilla Wiberg  |
| DNF1    | 20 lutego | 1992 | Albertville | Slalom      | 1:32,68    | –      | Petra Kronberger |